# FAM131B
FAM131B (англ. Family with sequence similarity 131 member B) – білок, який кодується однойменним геном, розташованим у людей на 7-й хромосомі. Довжина поліпептидного ланцюга білка становить 332 амінокислот, а молекулярна маса — 35 769.
| 10         |  | 20         |  | 30         |  | 40         |  | 50         |
| ---------- |  | ---------- |  | ---------- |  | ---------- |  | ---------- |
| MDSTSSLHGS |  | SLHRPSTEQT |  | RTDFSWDGIN |  | LSMEDTTSIL |  | PKLKRNSNAY |
| GIGALAKSSF |  | SGISRSMKDH |  | VTKPTAMGQG |  | RVAHMIEWQG |  | WGKTPAVQPQ |
| HSHESVRRDT |  | DAYSDLSDGE |  | KEARFLAGVM |  | EQFAISEATL |  | MAWSSMDGED |
| MSVNSTQEPL |  | GCNYSDNYQE |  | LMDSQDALAQ |  | APMDGWPHSY |  | VSQGMYCLGS |
| SDAWEASDQS |  | LIASPATGSY |  | LGPAFDDSQP |  | SLHEMGPSQP |  | ASGYSALEPP |
| PLLGGDTDWA |  | PGVGAVDLAR |  | GPAEEEKRPL |  | APEEEEDAGC |  | RDLESLSPRE |
| DPEMSTALSR |  | KVSDVTSSGV |  | QSFDEEEGEA |  | NN         |  |            |

A: Аланін

C: Цистеїн

D: Аспарагінова кислота

E: Глутамінова кислота

F: Фенілаланін

G: Гліцин

H: Гістидин

I: Ізолейцин

K: Лізин

L: Лейцин

M: Метіонін

N: Аспарагін

P: Пролін

Q: Глутамін

R: Аргінін

S: Серин

T: Треонін

V: Валін

W: Триптофан

Кодований геном білок за функціями належить до фосфопротеїнів, ліпопротеїнів. 
Задіяний у такому біологічному процесі, як альтернативний сплайсинг. 